# Base aerea di Klokovo
La base aerea di Klokovo (in russo Самолётная база Клоково) (IATA: nessuno, ICAO: AOTI), abbreviato semplicemente Aerodromo Klokovo (in russo Аэродром Клоково) è un aeroporto russo appartenente alla città di Tula, situato a 8 km di distanza a Nord Ovest di esso, nell'Oblast' di Tula, nel Distretto federale Centrale. L'aeroporto è di origine militare e ospita una scuola per allenamento.